# Drosophila stalkeri
Drosophila stalkeri är en tvåvingeart som beskrevs av Marshall R. Wheeler 1954. Drosophila stalkeri ingår i släktet Drosophila och familjen daggflugor.
Artens utbredningsområde är Florida.